# Attilio Piccioni
Pour les articles homonymes, voir Piccioni.
Attilio Piccioni, né le 14 juillet 1892 à Poggio Bustone et mort le 10 mars 1976 à Rome, est un homme politique italien, plusieurs fois ministre et parlementaire.

## Biographie

### Formation et adhésion au Parti populaire
Attilio Piccioni est né dans la province de Rieti d'un père ombrien de Foligno et d'une mère originaire de Reggio d'Émilie. Il étudie à Rieti et fait des études de droit à l'université de Rome « La Sapienza ». Il participe à la Première Guerre mondiale d'abord comme officier dans les bersagliers, puis comme instructeur de moyens motorisés. En 1919, il fait un long séjour à Turin, hébergé par son frère qui est fonctionnaire en préfecture ; il s'y marie et adhère au Parti populaire italien (PPI), à peine fondé par Luigi Sturzo. Il est secrétaire du PPI dans le chef-lieu du Piémont et membre de son conseil national de 1919 à 1924.
Avec l'arrivée du fascisme au pouvoir en 1926, après la dissolution forcée du PPI, il déménage à Pistoia où il reprend la profession d'avocat alors que son épouse décède.

### Fondation de la Démocratie chrétienne
Le 19 mars 1943, à Rome, au domicile de Giuseppe Spataro (it), Attilio Piccioni prend part à la réunion clandestine du premier noyau de fondateurs de la Démocratie chrétienne (la DC), dans lequel est discuté et approuvé le document rédigé par Alcide De Gasperi : Le idee ricostruttive della Democrazia Cristiana.
Représentant du Comité de libération nationale pour la Toscane, il déménage à Rome dans l'immédiat après-guerre.

### Premières charges politiques
Le 2 juin 1946, il est élu à l'Assemblée constituante de la République italienne. Il fait partie de la Commission des 75, chargée d'élaborer et de proposer le projet de Constitution de la République italienne.
Homme de confiance d'Alcide De Gasperi, il est secrétaire politique de la DC entre 1946 et 1949 et vice-président du Conseil des ministres du gouvernement De Gasperi V (1948-1950). Il est ensuite ministre de la Justice dans le gouvernement De Gasperi VI (1950-1951) puis à nouveau vice-président du Conseil des ministres dans les gouvernements De Gasperi VII (1951-1953) et De Gasperi VIII (1953). Entre-temps, il est réélu député de la IIe législature.

### Le scandale Montesi
Le 28 juillet 1953, après la motion de censure de la Chambre envers le huitième gouvernement De Gasperi, le président de la République Luigi Einaudi charge Attilio Piccioni de former le nouveau gouvernement. Après les consultations usuelles, la formation du gouvernement Piccioni semblait chose faite, une fois obtenus les accords du Parti libéral italien et du Parti social-démocrate italien. Néanmoins, le PSDI revient ensuite sur son soutien, ce qui contraint Attilio Piccioni à renoncer à sa charge.
Attilio Piccioni est ensuite nommé ministre des Affaires étrangères dans l'éphémère gouvernement Fanfani I (1954). Il est à nouveau convoqué par le président Einaudi pour succéder à Fanfani comme Président du Conseil. Malgré tout, il ne souhaite pas accepter une telle responsabilité à cause de l'implication de son fils Piero, compositeur, dans l'affaire Wilma Montesi (jeune fille romaine trouvée morte sur la plage de Torvaianica (it)).
Avec réticence, il accepte d'être confirmé au ministère des Affaires étrangères du nouveau Gouvernement Scelba. Toutefois, le 26 mars 1954, l'affaire Montesi, initialement archivée, est rouverte par la cour d'appel de Rome. Le 19 septembre, le scandale est tel qu'il démissionne de toutes ses charges. Deux jours plus tard, son fils est arrêté, sous l'accusation d'homicide et d'utilisation de stupéfiants, et envoyé à la prison de Regina Cœli.
Piero Piccioni obtient la liberté provisoire après trois mois de prison préventive et il est finalement lavé de toutes les accusations. Néanmoins, la carrière politique de son père reste gravement compromise.

### Dernières charges politiques
Dans les années 1956-57, Attilio Piccioni est à la tête de la délégation italienne auprès des Nations unies.
En 1958, il est élu sénateur, charge qu'il conserve pendant quatre législatures. Il redevient vice-président du conseil des gouvernements Fanfani III (1960-1962) et Fanfani IV (1962-1963), dans lequel il est également ministre des Affaires étrangères en remplacement d'Antonio Segni, qui vient d'être élu président de la République. Lors de cette élection au poste de président de la République de 1962, il avait reçu des votes de quelques franc-tireurs de la Démocratie chrétienne. Le 7 septembre 1962, il conclut avec les États-Unis représentés par leur vice-président Lyndon Johnson l'accord de collaboration spatiale San Marco.
Il est encore vice-président du Conseil et ministre des Affaires étrangères du gouvernement Leone I (1963) et ministre à charges spéciales des gouvernements Moro I, Moro II et Moro III (1963-1968).
Il meurt à Rome en 1976. Il laisse deux fils : Piero, qui a fait carrière comme compositeur de musiques de films, et Leone, critique littéraire et dirigeant de la RAI.

### Crédits de traduction
- (it) Cet article est partiellement ou en totalité issu de l’article de Wikipédia en italien intitulé « Attilio Piccioni » (voir la liste des auteurs).